# Кейн (Іллінойс)
Кейн (англ. Kane) — селище (англ. village) в США, в окрузі Ґрін штату Іллінойс. Населення — 296 осіб (2020).

## Географія
Кейн розташований за координатами 39°11′26″ пн. ш. 90°21′4″ зх. д. / 39.19056° пн. ш. 90.35111° зх. д. (39.190489, -90.351180).  За даними Бюро перепису населення США в 2010 році селище мало площу 1,41 км², уся площа — суходіл.

## Демографія
Згідно з переписом 2010 року, у селищі мешкало 438 осіб у 164 домогосподарствах у складі 121 родини. Густота населення становила 311 особа/км².  Було 191 помешкання (135/км²).
Расовий склад населення:
| - 96,3 % — білих - 0,9 % — корінних американців - 0,2 % — вихідців з тихоокеанських островів - 0,2 % — азіатів |

До двох чи більше рас належало 1,8 %. Частка іспаномовних становила 2,1 % від усіх жителів.
За віковим діапазоном населення розподілялося таким чином: 24,0 % — особи молодші 18 років, 65,5 % — особи у віці 18—64 років, 10,5 % — особи у віці 65 років та старші. Медіана віку мешканця становила 36,6 року. На 100 осіб жіночої статі у селищі припадало 106,6 чоловіків;  на 100 жінок у віці від 18 років та старших — 110,8 чоловіків також старших 18 років.
Середній дохід на одне домашнє господарство  становив 37 887 доларів США (медіана — 33 750), а середній дохід на одну сім'ю — 45 569 доларів (медіана — 44 167). Медіана доходів становила 41 058 доларів для чоловіків та 23 594 долари для жінок. За межею бідності перебувало 13,6 % осіб, у тому числі 9,6 % дітей у віці до 18 років та 2,6 % осіб у віці 65 років та старших.
Цивільне працевлаштоване населення становило 137 осіб. Основні галузі зайнятості: виробництво — 22,6 %, мистецтво, розваги та відпочинок — 10,9 %, оптова торгівля — 9,5 %, роздрібна торгівля — 8,8 %.